# Țara fericirii (film)
Țara fericirii (titlul original: în italiană La cuccagna) este un film de comedie-dramatică italian, realizat în 1962 de regizorul Luciano Salce, protagoniști fiind actorii Donatella Turri, Luigi Tenco, Umberto D'Orsi și Gianni Dei. 

## Rezumat
În Roma, Rossella caută o slujbă pentru a evada și a deveni independentă de familie, unde un tată plictisitor și morocănos, o mamă ineptă, o soră plângăcioasă, cu un soț ridicol în intransigența lui și un frate inițiat în diversitate, îi dau o mizerie sumbră vieți ei. Își găsește o slujbă mizerabilă ca dactilografă într-un birou de copiat acte, dar o părăsește repede pentru a lucra ca secretară pentru un bandit care, prezentându-se ca un industriaș cu mii de proiecte, ajunge la închisoare pentru că a încercat să mituiască un funcționar al ministerului.
Continuându-și căutările pentru un loc de muncă, acceptă oferta unui agent de publicitate, care printre altele, vrea să profite de ea, dar biroul lui se desființează. Apoi apelează la o agenție foto unde o doamnă ambiguă, profitând de buna-credință a Rosellei, o face să pozeze pentru fotografii pornografice. În cele din urmă, încearcă să lucreze ca secretara unui avocat capricios și opresiv.
În timpul rătăcirilor ei l-a cunoscut pe Giuliano, un tip ciudat de tânăr îmbufnat și furios și dezamăgită, decide să se sinucidă împreună cu el. Dar această soluție este abandonată de îndată ce cei doi își dau seama că se iubesc.

## Distribuție
- Donatella Turri – Rossella Rubinace
- Luigi Tenco – Giuliano
- Umberto D'Orsi – doctorul Giuseppe Visonà
- Gianni Dei – Natalino
- Enzo Petito – tatăl Rossellei
- Anna Baj – Martha
- Tony Dimitri – Oscar
- Elisa Pozzi – Diana
- Emilio Barrella – Campagnoli
- Fernando Cerulli – avocatul fără bani
- Livia Venturini – sora Rossellei
- Vera Drudi – mama Rossellei
- Ivy Holzer – impiegata la Pan American
- Jimmy il Fenomeno – fotograful
- Piero Gerlini – architectul de la galeria de artă
- Consalvo Dell'Arti –un  publicitar
- Corrado Olmi – prietenul industriaș al lui Visonà
- Salvo Libassi – automobilistul accidentat
- Elvira Cortese – prostituata
- Cesare Gelli – publicitarul cu ochelari
- Luciano Bonanni – zugravul
- Giulio Calì – văduvul
- Vittorio Duse – commissario della Buon Costume
- Ugo Tognazzi – signore con la Maserati (cameo)
- Luciano Salce – colonelul de la poligonul de tir (cameo)
- Liù Bosisio – sora (cameo)